# Владислав Хородецки
Лѐшек Дезидѐри Владѝслав Хородѐцки (на украински: Лешек Дезидерій Владислав Городе́цький; на полски: Leszek Dezydery Władysław Horodecki) е украински и полски архитект, предприемач и меценат. Архитект на Къщата с химерите и римокатолическата катедрала „Св. Николай“ в Киев. Известен е като „Киевския Гауди“. 

## Биография

### Произход и образование
Лешек Хородецки е роден на 23 май 1863 г. (по стар стил) в село Шолудки, Подолска губерния на Руската империя (днес Немиривски район, Виницка област, Украйна), в шляхтишкото семейство на Леополдѝна (с моминско име Глюжѝнска) и Владислав Хородецки. Заради участието си в полското Януарско въстание (1863 – 1864), баща му е заточен в Сибир. Предците му са едри земевладелци (дидич) в областта Подолие. 
Завършва реалното училище Свети Павел в Одеса и Императорската академия на изкуствата в Санкт Петербург през 1890 г. Премества се да живее в Киев, където живее и твори в продължение на почти 30 години. Заминава се не само с изготвянето на моделите на сградите, но и с техническия контрол на строежите. Собственик е на фабрика за производство на въглероден двуокис и сух лед в Симферопол. 

### Живот в емиграция
През 1920 г. Хородецки емигрира във Варшава. Работи в Министерството на благоустройството и американското бюро „Хенри Улан & Ко.“ (Henry Ulan & Co.). По негови проекти са построени водна кула в Пьотърков Трибуналски (днес в Лодзкото войводство), фабрика за месо в Люблин, баня в Згеж и казино в Отвоцк.
През 1928 г. американската компания изпраща Хородецки на работа в Персия (Иран), където е главен архитект на „Синдикат за плануването на персийските железници“. Там проектира техеранската централна железопътна гара. Владислав Хородецки е погребан в римокатолическото гробище Долаб в Техеран. На гроба му пише на полски език „Нека чуждата земя е добра към него“ (Niech mu obca ziemia będzie lekka). 

## Архитектурна дейност в Украйна
Хородецки е архитект на над 30 сгради в Украйна, сред които са сградата на Националния художествен музей на Украйна на улица М. Грушевського 6, римокатолическата църква „Св. Николай“ на улица Великій Васильківській 75, и Къщата с химерите на улица Банковій 10 в Киев, както и Еврейската гимназия в Черкаси.
- Художествен музей, Киев
- Църква „Свети Николай“, Киев
- Къщата с химерите, Киев
- Еврейска гимназия, Черкаси